# Пирински мак
Пиринският мак (Papaver degenii), наричан понякога и деганов мак, е многогодишно туфесто тревисто растение от семейство Макови. Пиринският мак е локален ендемит – расте единствено във високопланинския пояс на планината Пирин, между 2100 и 2900 метра надморска височина. Видът е защитен от Закона за биологичното разнообразие. Включен е в Червената книга на България с категория рядък. Пиринският мак цъфти юли и август. Отличава се от другите видове мак по приосновните листа и цвета на венчелистчетата, тъй като е единственият български вид мак с жълти или оранжеви венчелистчета.
Пиринският мак се характеризира с трудно възобновяване и ниска численост.